# RAD Game Tools
Epic Games Tools LLC (ранее RAD Game Tools) — частная компания, расположенная в Керкленде, штат Вашингтон. Является разработчиком программных технологий для компьютерных игр. Продукция RAD Game Tools применяется в более чем 8400 играх, которые купили более чем 50 миллионов пользователей в 2001 году.
7 января 2021 года Epic Games купила компанию Rad Game Tools.

## Продукция
- Smacker
- Bink
- Miles Sound System
- Granny 3D
- Pixomatic
- Telemetry
- Iggy
- Oodle